# Ikelenge (Distrikt)
Ikelenge ist einer von elf Distrikten in der Nordwestprovinz in Sambia. Er hat eine Fläche von 2220 km² und es leben 44.755 Menschen in ihm (2022). Er wurde am 1. Dezember 2010 vom Distrikt Mwinilunga abgespalten. In ihm liegt die Quelle des Flusses Sambesi.

## Geografie
Ikelenge ist einer der kleineren Distrikte und liegt im äußersten Nordwesten Sambias, am Dreiländereck zur Demokratischen Republik Kongo und Angola. Er ist in der Mitte stark eingeschnürt und ragt weit in die Nachbarländer. Er befindet sich etwa 580 Kilometer nordwestlich von Lusaka. Ikelenge erhebt sich im Süden und in der Mitte bis auf über 1400 m und fällt nach Norden bis auf gut 1200 m ab. Die Südgrenze zu Mwinilunga bildet der Fluss Lwakela. Die Grenze zu der Demokratischen Republik Kongo entspricht der Einzugsgebietsgrenze zwischen Sambesi und Kongo. In Ikelenge befindet sich das Nchila-Tierschutzgebiet.
Der Distrikt grenzt im Süden an den Distrikt Mwinilunga, im Osten an die Provinz Lualaba in der Demokratischen Republik Kongo, und im Westen an die Provinz Moxico in Angola.

## Wirtschaft
Der Bezirk ist der größte Produzent von Ananas in Sambia, wobei Bio-Honig ein weiteres Hauptprodukt ist. Maniok, vor Ort Makamba genannt, ist das Grundnahrungsmittel der Bevölkerung.

## Infrastruktur
Durch Ikelenge führt die Fernstraße T5. Nach Norden erstreckt sich die T5 bis an die angolanische Grenze, wo ein Grenzübergang den Verkehr von und zum Nachbarland ermöglicht.

## Traditionelle Führung
Der Distrikt hat vier amtierende Häuptlinge: Oberhäuptling Kanongesha, Häuptling Ikeleng’i, Häuptling Mwininyilamba und der Häuptling Nyakaseya der Lunda.